# Southwark (tunnelbanestation)
Southwark är en tunnelbanestation på linjen Jubilee line i Southwark i London. Den öppnade för trafik 20 november 1999 som en del i förlängningen av Jubilee line.